# ハンドレページ ジェットストリーム

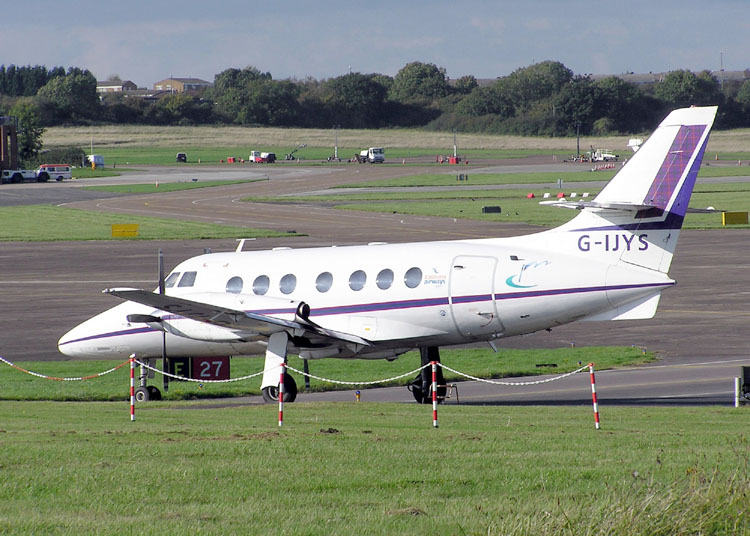
イースタンエアウェズのジェットストリーム31

ハンドレページ ジェットストリーム（Handley Page HP.137 Jetstream） とは、イギリスの航空機メーカであったハンドレページがリージョナル路線投入用に開発した与圧された胴体を持つターボプロップ小型旅客機である。軍用機としても運用されている機体も多い。
その後、ブリティッシュ・エアロスペース（現・BAEシステムズ）に統合されたため、現在ではBAe ジェットストリーム31と呼称されている。

## 概要
1960年代にハンドレページは大型旅客機を開発する資金が無かったため、競合する機体もなく比較的競争力があった乗客12から18席クラスの旅客機を開発することになった。
開発は1965年から始まり、当初はHP137と呼ばれていたが、ジェットストリームの愛称が付けられた。当時のライバル機が非与圧かつ機内で人が立てないのに対し、当機は与圧されている上に人が立てるほどの機内容積が確保され、加えてコストパフォーマンスの向上が図られたために、アメリカの航空会社の注目が集まり、生産型の図面が完成する前に20機の注文を取ることに成功した。1967年8月18日に初飛行したこの機体にはフランス製のアスタズーエンジンが搭載されていたが、アメリカ空軍が公募した軍用機コンテストに参加するため、ギャレット・エアリサーチ社製のエンジンに換装したモデルも製作された（この公募はハンドレページの納期の遅れからキャンセルされた）。1969年から顧客への納入が開始されたものの、間もなく明らかになった性能不足と、2件続けて発生した事故が本機の評判を悪くし、経営破綻の原因になってしまった。
経営破綻以降は残された機体と部品を購入したジェットストリーム社によって製造が続けられたが、間もなく機体製造権を購入したスコティッシュ・アビエーション社に引き継がれ、イギリス空軍向けにもジェットストリームT.1としての量産が行われた。その後BAeに統合されたが、ギャレット・エアリサーチ社製のエンジンを搭載したジェットストリーム31が1980年3月28日に初飛行し、生産は継続された。このモデルは大幅な性能向上を果たしたことからリージョナル路線向けに数多くの機体が就航した。
日本では1991年～2003年の間ジェイエアが使用していた。最盛期には5機が在籍していた。

## 派生型
- Riley ジェットストリーム :
- ジェットストリーム 31 :
- ジェットストリーム 31 コーポレート : 会社重役用の機体
- ジェットストリーム 31EP :エンジン強化タイプ
- ジェットストリーム 31EZ : EEZ もしくは海洋パトロール用
- ジェットストリーム Executive Shuttle : 12席仕様
- ジェットストリーム 31 スペシャル :
- ジェットストリーム QC :
- ジェットストリーム 41

## 軍用オペレーター
- サウジアラビア
- イギリス
  - イギリス海軍
  - イギリス空軍